# Shot in the Dark (AC/DC)
Shot in the Dark è un singolo del gruppo musicale australiano AC/DC pubblicato il 7 ottobre 2020 come primo estratto dal diciassettesimo album in studio Power Up.
Si tratta del primo singolo pubblicato dal gruppo dopo la morte del chitarrista Malcolm Young avvenuta nel 2017.

## Descrizione
Il brano presenta il giro di accordi tipico della band, le cui sonorità ricordano vagamente Stiff Upper Lip. Secondo alcuni rumor, nell'album sono presenti parti registrate da Malcolm Young. Tuttavia, Angus Young ha dichiarato in un'intervista, che le tracce non sono presenti.

## Tracce
1. Shot in the Dark – 3:06

## Formazione
- Brian Johnson - voce
- Angus Young - chitarra solista
- Stevie Young - chitarra ritmica, cori
- Cliff Williams - basso, cori
- Phil Rudd - batteria